# 玉里郡

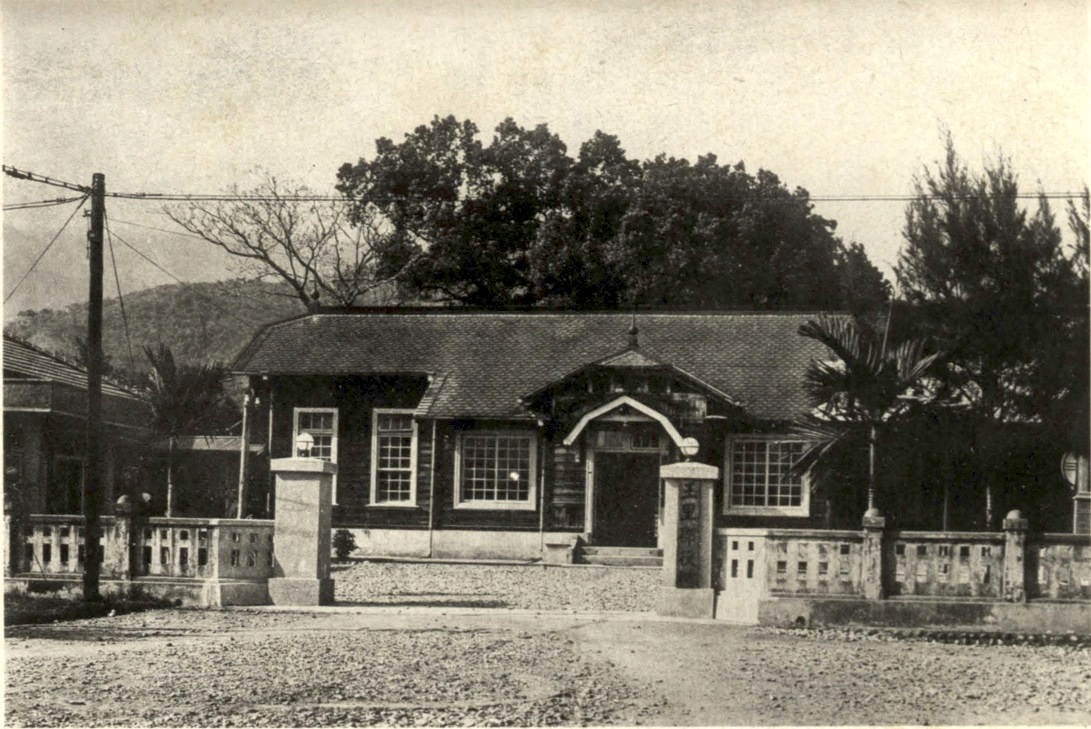
玉里郡役所

玉里郡為台灣日治時期1937年至1945年間，花蓮港廳下的的行政區劃之一。郡役所設於玉里街，管轄玉里街、富里庄及不設街庄的蕃地。轄域即今花蓮縣玉里鎮、富里鄉、卓溪鄉等地。

## 人口統計
本島人以客家人佔多數，其中原住民以阿美族為主。
| 街名   | 面積 (km²) | 人口 (人) | 人口 (人) | 人口 (人) | 人口 (人) | 人口 (人) | 人口 (人) | 人口密度 (人/km²) |
| 街名   | 面積 (km²) | 本籍      | 本籍      | 本籍      | 國籍      | 國籍      | 計        | 人口密度 (人/km²) |
| 街名   | 面積 (km²) | 臺灣      | 內地      | 朝鮮      | 中華民國  | 其他外國  | 計        | 人口密度 (人/km²) |
| ------ | ---------- | --------- | --------- | --------- | --------- | --------- | --------- | ----------------- |
| 玉里街 | 251.5013   | 18,196    | 1,321     | 14        | 171       | 0         | 19,702    | 78                |
| 富里庄 | 176.3705   | 13,019    | 289       | 0         | 96        | 0         | 13,404    | 76                |
| 蕃地   | 1,021.3129 | 4,466     | 137       | 0         | 1         | 0         | 4,604     | 5                 |
| 玉里郡 | 1,449.1847 | 35,681    | 1,747     | 14        | 268       | 0         | 37,710    | 26                |

## 歷任郡守
| 任次 | 肖像 | 姓名 (生–卒)       | 在任時間       | 在任時間       | 備註 |
| ---- | ---- | ------------------ | -------------- | -------------- | ---- |
| 1    |      | 宮瀨浩 (？–？)     | 1937年10月1日  | 1939年10月13日 |      |
| 2    |      | 大澤治重 (？–？)   | 1939年10月13日 | 1941年11月27日 |      |
| 3    |      | 渡邊幸次郎 (？–？) | 1941年11月27日 | 1945年10月25日 |      |

### 附註
1. ↑  原殖產局商工課屬兼殖產局營林所庶務課屬。
2. ↑  改任臺中州南投郡守。
3. ↑  原臺南州臺南市庶務課長。
4. ↑  原新竹州總務部會計課長。

## 行政機關
- 玉里郡役所
- 玉里街役場
- 富里庄役場
- 玉里郵便局
- 台北地方法院玉里出張所

## 交通

#### 鐵道
- 台東線

#### 道路
- 花蓮港．台東道
- 富里．高原道
- 春日．落合道
- 玉里．八通關道

## 教育

#### 小學校
- 玉里小學校→玉里尋常高等小學校（今 玉里國中田徑場東半部）
- 打訓小學校→打訓尋常高等小學校（戰後廢校，現位於玉山國家公園內）
- 三笠尋常小學校（後改為玉里第一公學校玉里三笠分教場）

#### 公學校
- 玉里第一公學校→旭國民學校（今 玉里國小）
- 玉里第二公學校→双葉國民學校（今 樂合國小）
- 旭國民學校長良分教場（今 長良國小）
- 三笠公學校→三笠國民學校（今 三民國小）
- 大里公學校→大里國民學校（今 東里國小）
- 富里公學校→富里國民學校（今 富里國小）
- 竹田公學校→竹田國民學校（今 竹田國小）
- 觀音山公學校→觀音山國民學校（今 觀音國小）
- 觀音山公學校春日分教場→觀音山國民學校春日分教場（今 春日國小）[2]

## 公共設施

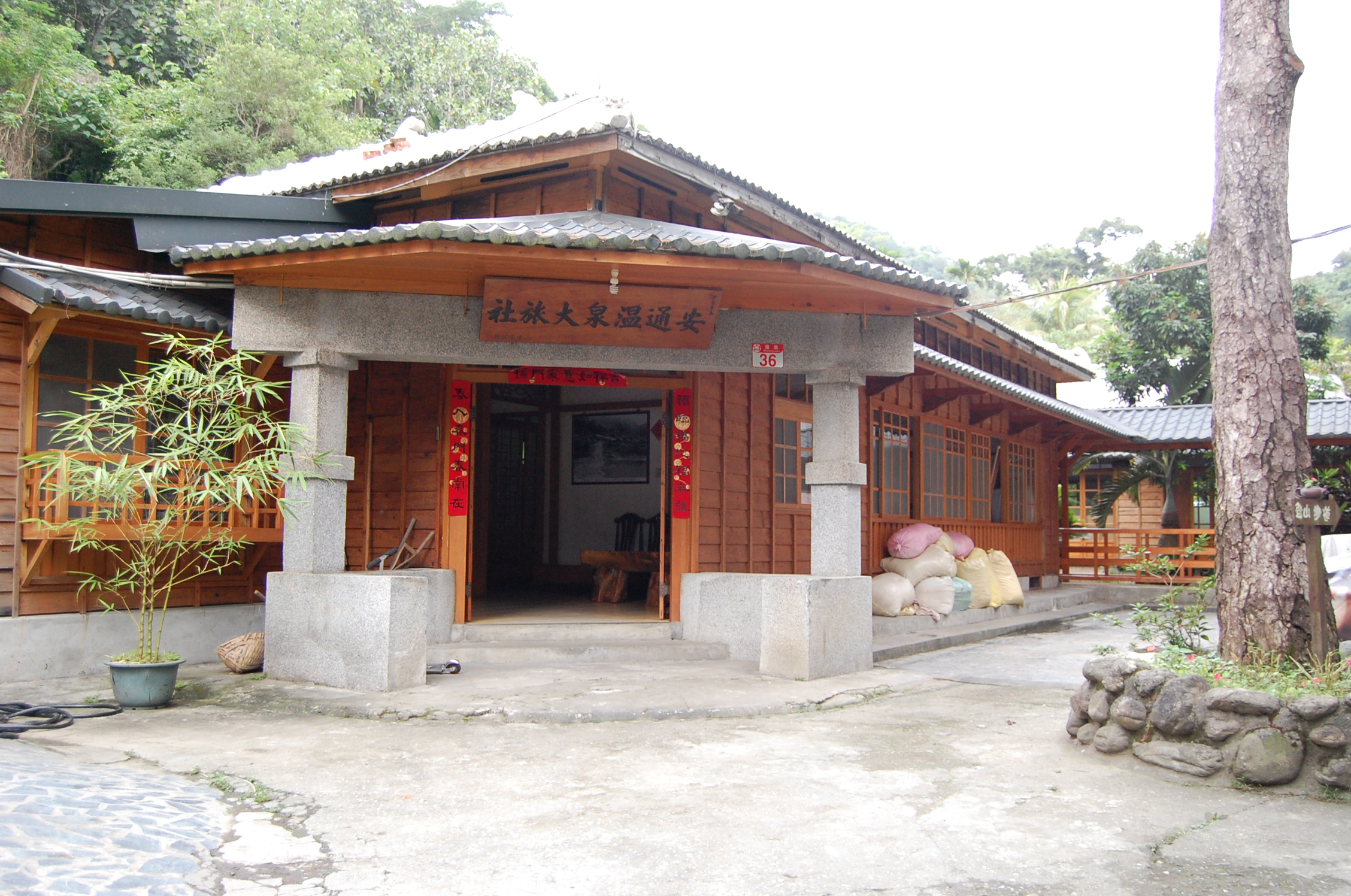
玉里溫泉

#### 醫療
- 花蓮港醫院玉里分院
- 公設產婆[3]

#### 其他
- 玉里溫泉
- 玉里公園
- 玉里游泳池[3]（玉里公園內）

## 宗教

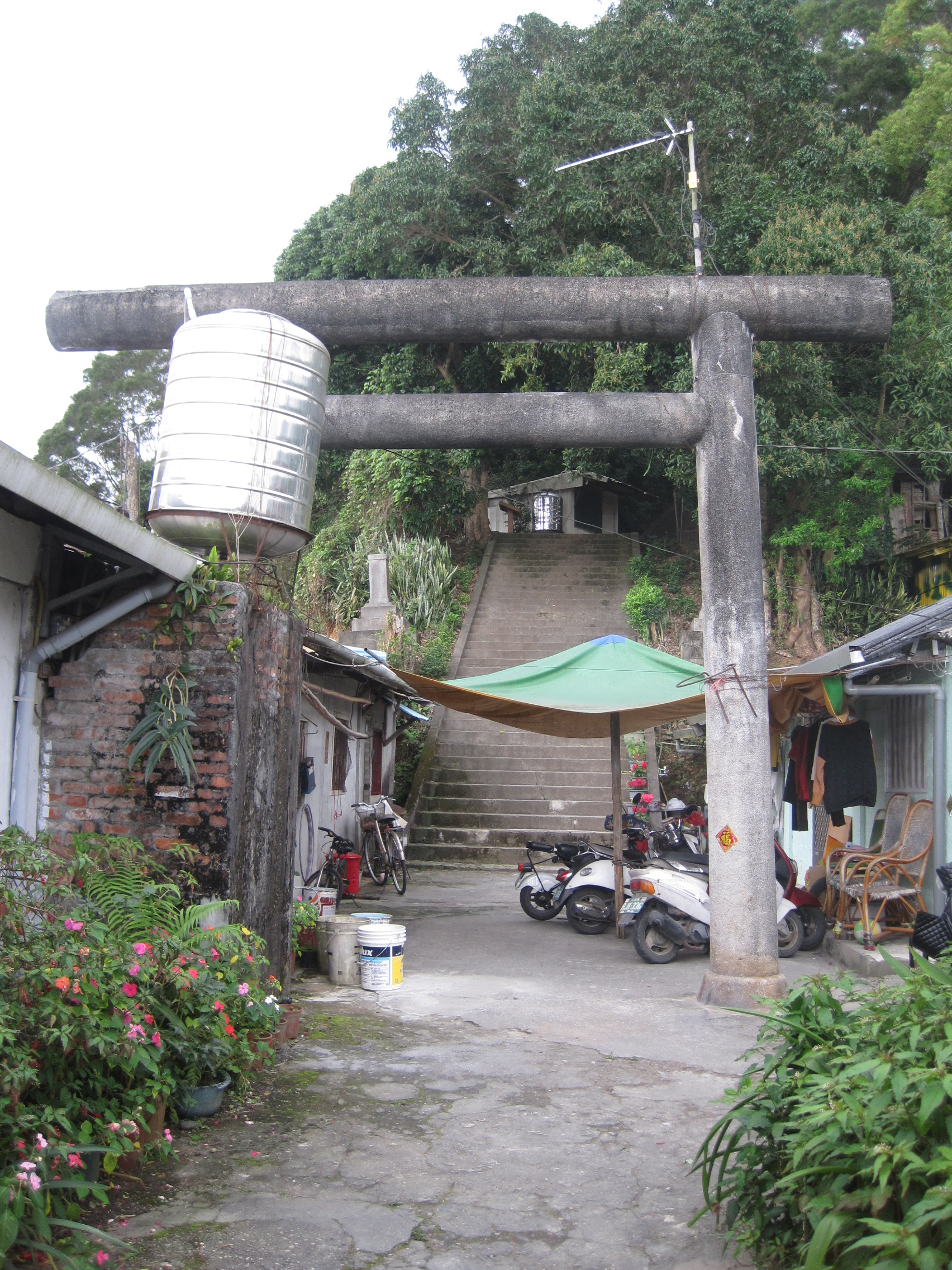
玉里社鳥居

- 玉里社
- 春日社
- 觀音山社

## 產業

### 物產
農產品以米為大宗，其次為甘蔗、地瓜、花生等，經濟作物則有菸葉種植。在山區有林業開採，以及樟腦製造事業。日本鑛業株式會社在蕃地蕨大字開採銅礦。在富里庄豐南農場內則有天然瓦斯資源。

### 工商業

#### 金融機構
- 玉里信用購買販賣利用組合（玉里信用組合舊址）
- 富里信用購買販賣利用組合
- 東台灣無盡株式會社代理店

#### 其他
- 花蓮港電氣株式會社玉里支店
- 東台灣林產資源開發株式會社
- 豐國殖產株式會社玉里出張所
- 玉里產業株式會社